# Gostičaj (Foča, BiH)
Gostičaj je naseljeno mjesto u općini Foča, Republika Srpska, BiH.  Daytonskim sporazumom naselje se našlo u dva entiteta, pa u Federaciji BiH postoji naselje Gostičaj (Foča-Ustikolina, BiH).
Godine 1950. Gostičaj je uvećan pripajanjem naselja Drugovići i Hodorovići koja su ukinuta (Sl.list NRBiH, br.10/50). Oba pripojena naselja nalaze se u današnjoj Federaciji BiH.

## Stanovništvo
| Narod     | Popis 1961. | Popis 1971. | Popis 1981. | Popis 1991. | Popis 2013. |
| --------- | ----------- | ----------- | ----------- | ----------- | ----------- |
| Hrvati    |             |             |             |             |             |
| Muslimani | 129         | 195         | 209         | 171         |             |
| Srbi      | 1           |             |             |             |             |
| ostali    | 65          |             |             | 1           |             |
| Ukupno    | 195         | 195         | 209         |             | 5           |